# Reinhold Remmert
- Este artigo foi inicialmente traduzido, total ou parcialmente, do artigo da Wikipédia em alemão cujo título é «Reinhold Remmert», especificamente desta versão.

Reinhold Remmert (Osnabrück, 22 de junho de 1930 – Osnabrück, 9 de março de 2016) foi um matemático alemão.

## Publicações
- com Peter Ullrich: Elementare Zahlentheorie, Birkhäuser 1995, ISBN 3764351977
- com Georg Schumacher: Funktionentheorie 1, 5. Aufl., 2002, Springer, ISBN 3540590757
- com Georg Schumacher: Funktionentheorie 2, 3. Aufl., 2007, Springer, ISBN 3540404325
- com Hans Grauert: Theorie der Steinschen Räume, Springer 1977 (englisch 1979, 2004)
- com Hans Grauert: Analytische Stellenalgebren, Springer 1971
- com Hans Grauert: Coherent analytic sheaves, Springer 1984
- com Karl Stein: Über die wesentlichen Singularitäten analytischer Mengen, Math. Annalen 1953[ligação inativa]
- com Hans Grauert: Zur Theorie der Modifikationen I, Math. Annalen 1955
- Projektionen analytischer Mengen, Math. Annalen 1956[ligação inativa]
- Meromorphe Funktionen in kompakten komplexen Räumen, Math. Annalen 1956[ligação inativa]
- com Hans Grauert Konvexität in der komplexen Analysis, Comm. Math. Helvetici 1956/7[ligação inativa]
- com Hans Grauert: Plurisubharmonische Funktionen in komplexen Räumen, Math. Zeitschrift 1956
- com Hans Grauert Singularitäten komplexer Mannigfaltigkeiten und Riemannsche Gebiete, Math. Zeitschrift 1957
- Holomorphe und meromorphe Abbildungen komplexer Räume, Math. Annalen 1957[ligação inativa]
- com Hans Grauert Komplexe Räume, Math. Annalen Bd.136, 1958
- com Karl Stein Eigentliche holomorphe Abbildungen, Math. Zeitschrift 1960
- Neuere Ergebnisse in der komplexen Analysis, Jahresbericht DMV 1975/6[ligação inativa]
- Die Algebraisierung der Funktionentheorie, DMV Mitteilungen 1993, Nr. 4